# Michel Garder
Michel Garder (* 20. Oktober 1916 in Saratow; † 2. oder (offiziell) 3. Mai 1993 in Paris-Clichy) war ein französischer Militär und galt in Frankreich als Ostexperte.

## Leben
Garder lebte seit 1922 in Frankreich und trat mit 18 Jahren in die Französische Armee ein. 1943 wurde er als Leutnant des französischen Geheimdienstes im besetzten Frankreich verhaftet und war Häftling in Auschwitz, Buchenwald und Flossenbürg.
Er kämpfte nach 1945 als Offizier in der Fremdenlegion in Indochina und Nordafrika. Er war militärischer Lehrer an der Militärschule Saint-Cyr und der École de guerre. Von 1958 bis 1964 war er Oberst in der Abteilung Ost im Generalstab. 1964 schied er aus der Armee aus und wurde Mitarbeiter von General André Beaufre am Institut für Strategische Studien in Paris.
Er war Offizier der Ehrenlegion. In England, den USA und in Deutschland war er als Referent auf Wehrtagungen bekannt. Er sprach und schrieb deutsch.

## Werke
- Mao Tse Toung, Éditions de La Table Ronde, 1962
- Une guerre pas comme les autres. La guerre germano-soviétique, Éditions de La Table Ronde, 1962 (Couronné par l'Académie Française)
- Les camerades, Éditions de La Table Ronde, 1964
- L'agonie du régime en Russie Soviétique, Éditions de La Table Ronde, 1965
- Histoire de l'Armée soviétique, Plon, 1959 (Die Geschichte der Sowjetarmee, Frankfurt/Main, 1968)
- La guerre secrète des services spéciaux français (1935-1945), Plon, 1967.